# White-Nunatakker
Die White-Nunatakker sind drei bis zu 1200 m hohe Nunatakker im westantarktischen Queen Elizabeth Land. In der Patuxent Range der Pensacola Mountains ragen sie 5 km nördlich der nordwestlichen Spitze des Mackin Table auf.
Der United States Geological Survey kartierte sie anhand eigener Vermessungen und Luftaufnahmen der United States Navy aus den Jahren von 1956 bis 1966. Das Advisory Committee on Antarctic Names benannte sie 1968 nach Noah D. White, Funker auf der Amundsen-Scott-Südpolstation im antarktischen Winter 1967.